# Schlotheimia emarginato-pilosa
Schlotheimia emarginato-pilosa är en bladmossart som beskrevs av Theodor Carl Karl Julius Herzog 1916. Schlotheimia emarginato-pilosa ingår i släktet Schlotheimia och familjen Orthotrichaceae. Inga underarter finns listade i Catalogue of Life.